# 小山邦武
小山 邦武（こやま くにたけ、1935年（昭和10年）11月7日 - ）は、日本の政治家、農学者、酪農家、起業家。専門は畜産学。長野県飯山市長（1990年-2002年）。

## 来歴
長野県小諸市出身。1959年（昭和34年）北海道大学農学部畜産学科卒。1959年（昭和34年）酪農学園大学酪農学部助手の後、アメリカのイリノイ大学大学院修士課程修了し修士号を取得。再び酪農学園大学に戻り、同酪農学部専任講師。1969年（昭和44年）農畜産業振興実践のため酪農学園大学を退職し、長野県飯山市藤沢地区に入植。同地区にあった実験農場を譲り受け、乳牛などの酪農経営を始める。
その後、酪農家をする傍ら、飯山市農業委員会会長や飯山市自然保護審議会会長などを務める。1990年（平成2年）農林水産省の主導で発足した21世紀村づくり塾理事や同塾100人委員会委員に檜垣徳太郎・木元教子らと共に就任した。同年、酪農経営を共同経営者に譲り、飯山市長選に出馬し初当選。以後連続3期務めた。2002年に勇退。2009年現在、信州味噌株式会社代表取締役社長。

## 親族
父は衆議院議員、初代小諸市長、参議院議員の小山邦太郎。洋画家の小山敬三は叔父、衆議院議員の井出庸生は大甥にあたる。

## エピソード
2002年に内閣府より観光カリスマに認定（都市と農村の交流）